# 拉萨尔沃塔圣吉勒
拉萨尔沃塔圣吉勒（法語：La Salvetat-Saint-Gilles，法語發音：[la salvəta sɛ̃ ʒil]）是法国上加龙省的一个市镇，属于图卢兹区。该市镇总面积5.75平方公里，2009年时的人口为6820人。

## 人口
拉萨尔沃塔圣吉勒人口变化图示